# Armin Kühne
Armin Kühne (* 24. September 1940 in Leipzig; † 25. Mai 2022) war ein deutscher Fotograf. Seine Schaffensschwerpunkte bildeten die Sozialdokumentarische Fotografie sowie die  Alltagsfotografie in der DDR und in Leipzig.

## Leben
Armin Kühne wuchs mit zwei Brüdern in Leipzigs Stadtteilen Schönefeld und Gohlis auf. Nach seiner Lehre als Stahlbauschlosser studierte er Maschinenbau und schloss das Studium als Ingenieur ab. Er arbeitete als Technologe im VEB Montan Leipzig und wurde Direktor für Forschung und Entwicklung im VEB Famos Leipzig.
1979 entschied sich Armin Kühne aus persönlichen Gründen zum Komplett-Ausstieg aus seiner bisherigen beruflichen Laufbahn: Er wurde freiberuflicher Fotoreporter und war beispielsweise für die Zeitungen Sächsisches Tageblatt, Die Union, Mitteldeutsche Neueste Nachrichten und Leipziger Volkszeitung tätig. Seitdem sind Fotos von ihm in zahlreichen Büchern, Magazinen und Zeitungen erschienen und Bestandteil zahlreicher Ausstellungen gewesen.
Angesichts seiner zahlreichen Fotos, von denen die meisten technikbedingt damals noch auf fotografischem Film als Negative von Analog-Fotos entstanden (die alltagstaugliche Digitalfotografie steckte bis 1994 noch in den Kinderschuhen), bezeichnete sich Armin Kühne selbst augenzwinkernd-doppeldeutig als „Leipzigs Negativ-Millionär“.
Armin Kühne wohnte im Leipziger Stadtteil Plagwitz und zuletzt im Stadtteil Gohlis.

## Armin-Kühne-Projektdes Universitätsarchivs Leipzig
Im Jahre 2013 erwarb das Universitätsarchiv Leipzig der Universität Leipzig Kühnes Fotoarchiv, das Fotos aus der Zeit von 1967 bis in die Gegenwart umfasst. Das Archiv wird von Armin Kühne fortlaufend mit neuen digitalen Aufnahmen ergänzt.
Kühne war ein Viel-Fotograf: So sind für den Zeitraum 1991–1992 im benannten Archiv 48.784 Fotos von ihm registriert. Laut Direktor Jens Blecher umfasst der Bestand des Archivs 2,5 bis 3 Millionen Fotografien von Armin Kühne. Ziel sei es, in den kommenden Jahren den gesamten Kühne-Fotobestand des Zeitraums von 1985 bis 1995 online zugänglich zu machen.

## Würdigung
„Die große Leistung Armin Kühnes besteht darin, erst den Verfall seiner Heimatstadt fotografisch festgehalten und in den Jahren nach dem Untergang der DDR vergleichende Fotos gemacht zu haben, die nun die enormen Veränderungen der letzten 30 Jahre widerspiegeln. Dabei entstand ein originäres Werk.“

## In eigenen Worten
„Ich bin in Leipzig groß geworden, mit all dem Grau und den verfallenden Häusern. Und auch ich habe diesen Zustand zunächst als gar nicht so absonderlich empfunden. Erst nachdem ich einen Vergleich mit der Partnerstadt Hannover hatte, wohin ich in den Achtzigerjahren einmal reisen durfte, kamen mir Zweifel. Und ich fragte mich: Warum erhält man die historische Bausubstanz nicht? Und daraus ergab sich für mich, diese Situation mit der Kamera festzuhalten. […] Und ich bewundere heute noch den Mut der Bauherren und Architekten, aus dieser Substanz wieder bewohnbare und nutzbare Gebäude geschaffen zu haben, in denen sich die Menschen wohlfühlen.“

## Ausstellungen (Auswahl)
- 2019–2020: Auferstanden aus Ruinen, Deutsches Fotomuseum[10]
- 2017: Armin Kühne Leipzig aus halber Höhe, Stadtbibliothek Leipzig, Fotoausstellung zum Buch[11][12]
- 2012–2013: Armin Kühne, Universitätsarchiv Leipzig[13]
- 2001: 30 Jahre Leipzig. Es lohnt sich hinzuschauen, Galerie Hotel Leipziger Hof[14]

## Buchveröffentlichungen (Auswahl)
- Leipzig aus halber Höhe, Leipzig 2017, ISBN 978-3-95797-060-2
- Leipzig-Album – eine Stadt erinnert sich, Clemens Haug/Armin Kühne (Hrsg.), Rostock 2016
- Ein Blick nach oben – die Türmchen von Leipzig, Text: Niels Gormsen, Leipzig 2012
- Leipzig im Wandel – Zur Entwicklung des Stadtbildes von 1990 bis heute, Text: Niels Gormsen. 7., aktualisierte Auflage, Leipzig 2007, ISBN 978-3-361-00624-9
- Rügen im Wandel. Leipzig 2007, ISBN 978-3-361-00619-5
- Zeit-Reise – 1200 Jahre Leben in Leipzig. ISBN 978-3-9806625-4-3
- Der Leipzig-Atlas – Unterwegs in einer weltoffenen Stadt am Knotenpunkt zwischen West- und Osteuropa. Köln 2005, ISBN 978-3-89705-269-7
- Leipzig – Den Wandel zeigen – Zur Entwicklung des Stadtbildes von 1990 bis 2000. Text: Niels Gormsen. Leipzig 2000, ISBN 978-3-361-00509-9